# Autostrada A4 (Italia)
L'autostrada A4 Torino-Trieste, chiamata anche Autostrada Serenissima, è un'autostrada italiana che collega Torino a Trieste, attraversando da ovest a est l'intera pianura padana, passando per Milano e Venezia. Lunga 523,1 km, è  amministrata da diversi gestori, i quali sono rispettivamente SATAP per la tratta Torino-Milano, Autostrade per l'Italia per la tratta Milano-Brescia, Autostrada Brescia-Verona-Vicenza-Padova per la tratta Brescia-Padova, Concessioni Autostradali Venete per la tratta Padova-Venezia e Società Autostrade Alto Adriatico per la tratta finale Venezia-Trieste.
È la terza autostrada italiana per lunghezza dopo la A1 e la A14.

## Storia
Il primo tratto è stato quello tra Milano e Bergamo, realizzato e aperto da Società Bergamasca Autovie il 24 settembre 1927 e prolungato fino a Brescia nel 1931.

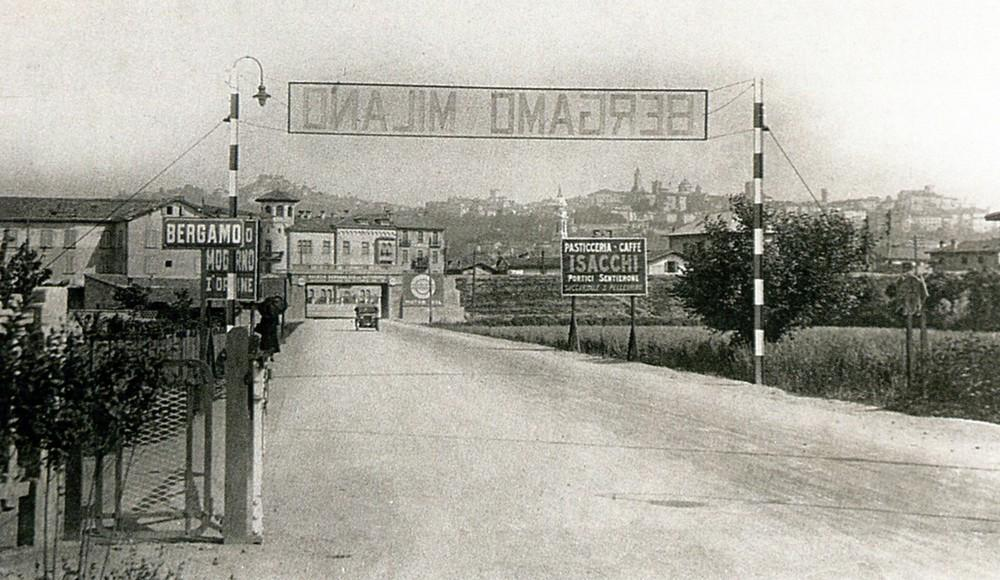
L'ingresso di Bergamo dell'allora autostrada Milano-Bergamo, nel 1928

La tratta Torino-Milano è anch'essa una delle più vecchie autostrade italiane. I lavori furono iniziati dalla Società anonima autostrada Torino-Milano nell'aprile del 1930 e terminarono con l'inaugurazione il 25 ottobre 1932, sotto forma di autostrada a singola carreggiata di 8 metri di larghezza, con una corsia per senso di marcia. In quel periodo si pensò ad un'unica arteria del nord Italia che potesse collegare le maggiori città: Torino, Milano, Brescia, Padova, Venezia, Trieste e Fiume, allora in Italia. Dopo la guerra, ristrettisi i confini di stato, il progetto fu ripreso col termine dell'autostrada fino al confine con il vecchio Territorio Libero di Trieste, nei pressi di Duino, termine attuale dell'autostrada.
La tratta Brescia-Padova nasce il 9 giugno 1952  congiungendo quindi le due autostrade esistenti, la Milano-Brescia e la Padova-Venezia, collegando le province di Lombardia e Veneto e favorendo lo sviluppo del tessuto socio-economico locale.
In seguito all'aumento del traffico, sempre in quell'anno  la carreggiata fu allargata a 10 metri, e a fine anni cinquanta si mise in cantiere il completo raddoppio; la seconda carreggiata aprì completamente al traffico nel 1962, con due corsie per senso di marcia. Alla fine di quel decennio, fu abolita la corsia di emergenza in modo da realizzare una terza corsia, riducendo però la larghezza delle corsie rispetto alla norma. Il risultato fu un'autostrada estremamente pericolosa, specie nei frequenti giorni di nebbia, per cui sin dagli anni ottanta si decisero ulteriori ampliamenti; l'occasione venne quando si decise di costruire parallelamente all'autostrada la nuova linea ferroviaria ad alta velocità. I lavori, approvati nel 2000, dovevano permettere prima dell'apertura dei XX Giochi olimpici invernali del 2006 l'adeguamento dell'intero tracciato autostradale, con allargamento delle corsie di marcia e introduzione della corsia di emergenza nei tratti ancora dotati di piazzole di sosta ad intermittenza. Il tratto tra Torino e Novara è stato completato nel 2013, nel 2017 quello tra Novara e Milano.
Il tratto Brescia-Padova è stato aperto al traffico il 10 febbraio 1962.
Il tratto Venezia-Padova è stato inaugurato il 15 ottobre 1933, mentre il tratto Venezia-Sistiana è stato completato il 22 febbraio 1970 (il tratto da Palmanova a Monfalcone è stato aperto al traffico il 30 luglio 1966, insieme al tratto Palmanova-Udine Sud dell'A23, quello da Latisana a Palmanova il 25 giugno 1967, quello da Portogruaro a Latisana l'8 maggio 1968 e il 22 febbraio 1970 sono stati aperti i rimanenti tratti Mestre-Portogruaro e Monfalcone-Sistiana, quest'ultimo realizzato raddoppiando un tratto della "camionale" costruita negli anni '40).
Dall'8 febbraio 2009 i due tratti autostradali sono collegati dal Passante di Mestre, mentre il vecchio tracciato è stato riclassificato come autostrada A57.
Fino all'apertura del Passante di Mestre i tre tronchi Torino-Milano, Milano-Venezia e Venezia-Trieste avevano progressive chilometriche indipendenti, con il km 0 della tratta Milano-Venezia situato all'altezza del quadrivio Fiorenza, mentre il km 0 della tratta Venezia-Trieste era situato nei pressi dello svincolo Mestre via Terraglio dell'attuale A57. Dall'apertura del Passante le tre tratte hanno una progressiva chilometrica unica.

## L'autostrada oggi
Nel tratto Milano-Brescia il transito dei veicoli è in media attorno alle 100.000 unità al giorno, con punte di 140.000, di cui una parte notevole (fino a 40.000 al giorno) di mezzi di grandi dimensioni (autobus, camion ed autotreni).
L'indice degli incidenti dal 1999 al maggio 2007 è passato da 51 a 43,5, contro la media nazionale passata da 59 a 44 (il numero indica il numero di incidenti/100 milioni di km percorsi).
Nel tratto Venezia-Trieste il transito di mezzi pesanti nel 2008 è aumentato del 16% (circa 913 000 mezzi pesanti), mentre l'aumento del traffico complessivo è stato del 105% dal 2004 al 2008.
Da sempre questa autostrada è considerata uno dei punti nevralgici della rete viaria italiana facendo parte di uno dei più importanti "corridoi" europei che collegano l'estremità della Penisola iberica con le nazioni dei Balcani.
Il suo percorso di 524 km è gestito da società diverse: SATAP (Torino-Milano), Autostrade per l'Italia (Milano-Brescia), Autostrada Brescia - Verona - Vicenza - Padova (Brescia-Padova), Concessioni Autostradali Venete (Padova-Venezia e Passante di Mestre) e Società Autostrade Alto Adriatico (Venezia-Trieste).
Differentemente dalle altre due grandi autostrade italiane, la A1 e la A14, la A4 non costituisce un corpo unico, ma è suddivisa in due tronconi dall'area urbana di Milano, in corrispondenza della quale c'è un tratto senza pedaggio.
Numerose sono le interconnessioni con le altre grandi arterie autostradali. L'A4 è costituita principalmente, nel tratto tra Settimo Torinese e l'autostrada A23, da tre corsie più corsia d'emergenza (ad eccezione di pochi tratti in concomitanza del passaggio sopra fiumi, oltre ai tratti a quattro corsie tra Marcallo-Mesero e Milano-Ghisolfa e poi tra Milano est e Bergamo). Il tratto dal nodo di Palmanova a Sistiana invece è ancora a due corsie, essendo la terza attualmente in fase di realizzazione (da Portogruaro a Latisana) o in progetto (da Palmanova a Villesse). Il tratto Villesse-Sistiana resterà a due corsie per senso di marcia.

## I singoli tratti

### Torino-Milano
Questo tratto, gestito dalla concessionaria SATAP del gruppo Gavio, si snoda per 125 km (circa 100 km in territorio piemontese, il resto in Lombardia), è pianeggiante e presenta un tracciato pressoché rettilineo. Il tracciato è a due corsie per senso di marcia più corsia di emergenza fino allo svincolo di Torino Abbadia di Stura; da qui in poi l'autostrada è costituita da tre corsie per senso di marcia più corsia di emergenza fino all'uscita Marcallo-Mesero (interconnessione per l'aeroporto della Malpensa) e quindi, da Marcallo-Mesero alla barriera di Milano, a quattro corsie più corsia d'emergenza per senso di marcia.
A Torino, l'inizio della A4 coincide col termine di corso Giulio Cesare, proprio sulla grande rotonda in corrispondenza della rampa di accesso posta a nord; arrivando in città, il lungo corso torinese è in pratica un asse di penetrazione. In questa rotonda, tra l'altro, nel ramo a est si dipartiva anche la ex strada statale 11 Padana Superiore, il cui tratto iniziale coincide appunto con il lungo corso torinese.
Gli svincoli da Torino-Abbadia di Stura a Rondissone, passando per le tre uscite di Chivasso, sono liberi da pedaggio dal 1993, anno in cui, dopo accordi con gli enti locali tesi a ridurre il traffico nei centri abitati della zona e sul raccordo Torino-Chivasso, la barriera d'entrata fu spostata da Settimo a Rondissone. I primi 1,8 km di A4, ossia da Torino - C.so Giulio Cesare all'interconnessione di Settimo con la A5 sono in comune con la A5 Torino - Aosta. Lo svincolo di Cigliano al km 33 fu soppresso durante il riammodernamento dell'arteria.
In questo tratto si trovano le intersezioni con i raccordi verso la A5 e la A26 (Torino-Aosta-Monte Bianco e Genova Voltri-Gravellona Toce) nei pressi di Santhià, con l'autostrada A26 (Voltri-Gravellona Toce) nei pressi di Biandrate e con la tangenziale Ovest di Milano nei pressi della barriera autostradale di Milano-Ghisolfa. I lavori per portare a 4 corsie il tratto fra la superstrada della Malpensa e il casello meneghino si sono ultimati nel 2017. Il tratto Torino-Milano ha termine nei pressi dello svincolo di Milano-Certosa.
I circa 4 km di autostrada tra lo svincolo per la tangenziale ovest di Milano (barriera di Milano Ghisolfa) e lo svincolo di Milano Certosa, che scorrono a lato dell'area del polo fieristico di Rho-Pero, sostengono ogni giorno un importante volume di traffico.
La tratta Torino-Milano è stata soggetta ad un lungo e ampio rifacimento (i cui lavori sono cominciati il 18 ottobre 2002), contestuale alla realizzazione della linea ferroviaria ad alta velocità, per allargare le tre corsie e aggiungere quella d'emergenza; il costo totale dei lavori è stato interamente a carico di SIAS/Satap per un importo pari a 1,03 miliardi di euro, finanziati al 50% da un prestito di Banca europea degli investimenti e al 50% da UniCredit, Mediobanca, Centrobanca e SACE. Il completamento dell'opera sarebbe dovuto avvenire entro la fine del 2014, successivamente spostato a novembre 2015. Nel maggio 2016 Satap annunciò che l'intero progetto (ovvero tutti i lotti) sarebbero stati completati per maggio 2017. A giugno 2017 i lavori di ammodernamento e ampliamento della tratta sono stati completati, ad eccezione del lotto 2.3.
In occasione dei lavori sopra descritti, il tracciato dell'autostrada compreso nel territorio di Bernate Ticino ha subito un considerevole spostamento, essendo stato creato un nuovo sedime traslato rispetto all'esistente di circa 200 metri verso sud (verso Boffalora sopra Ticino), creando una curva, denominata "Variante di Bernate" nei documenti di progettazione, di minore raggio rispetto a quella già esistente; la variante comprende la galleria artificiale Bernate, lunga 400 metri. Il tracciato dismesso è in parte utilizzato, con carreggiata singola a doppio senso di circolazione, per la viabilità locale, unitamente a una pista ciclabile, ed in parte abbandonato alla vegetazione dopo la demolizione del corpo stradale. Il vecchio ponte sul Ticino del tracciato dismesso è stato demolito, mentre è stato mantenuto il ponte storico sul Naviglio Grande risalente al 1932, ora utilizzato per viabilità ordinaria a doppio senso di circolazione; la parte di ponte sul Naviglio Grande costruita in occasione del raddoppio del 1962 è ora utilizzata invece dalla già menzionata pista ciclabile.
Nel 2019 hanno avuto inizio i lavori del lotto 2.3 (dalla barriera di Milano Ghisolfa allo svincolo di Milano-Certosa), che sono stati successivamente conclusi nel 2022.

### Milano-Brescia

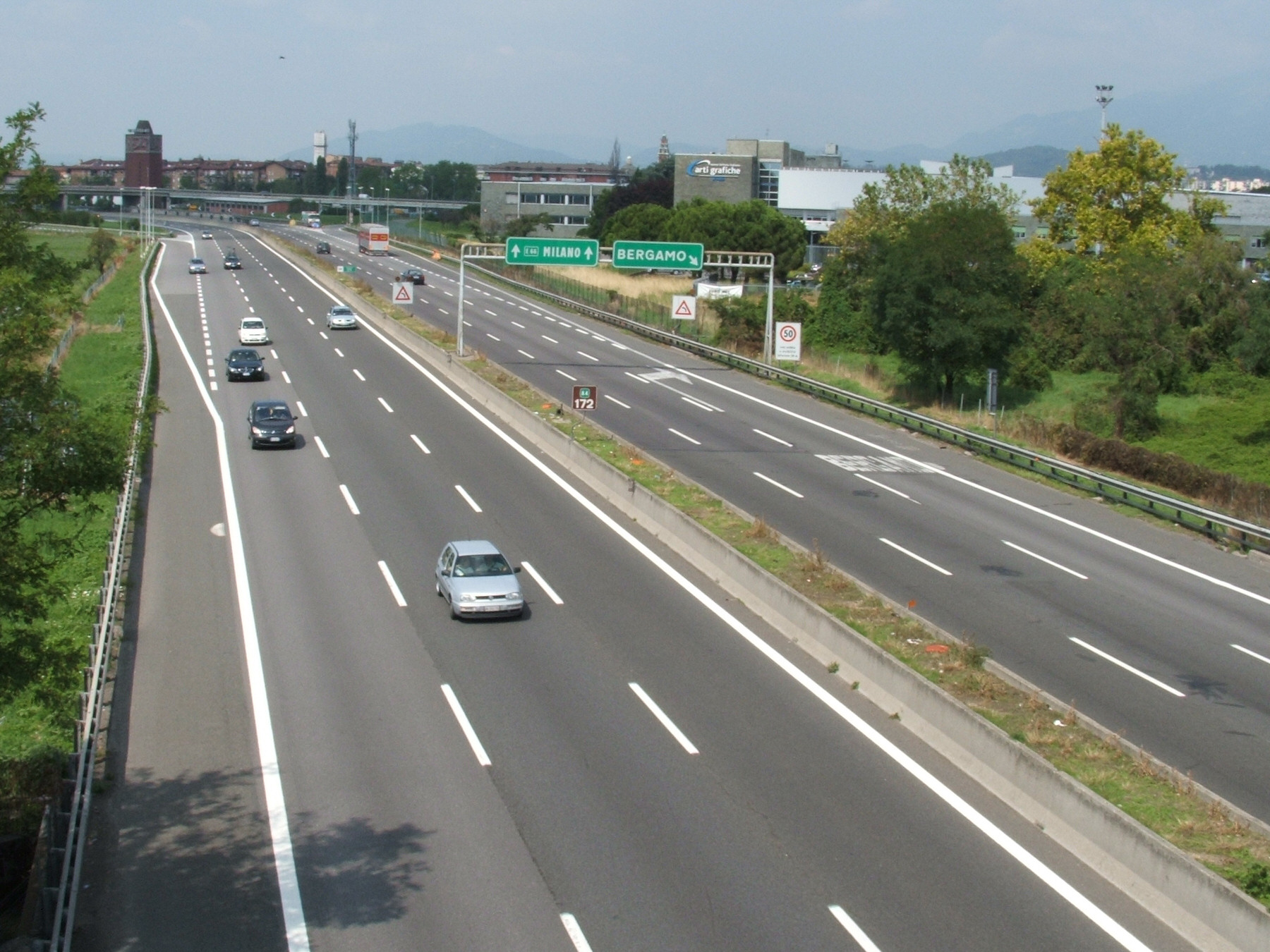
A4 all'uscita di Bergamo

Dall'allacciamento del quadrivio di Fiorenza (in corrispondenza dello svincolo per viale Certosa), dove vi è l'innesto con l'Autostrada A8, ha inizio il tratto gestito dalla società Autostrade per l'Italia; proseguendo in direzione Brescia l'A4 attraversa le zone fortemente urbanizzate di Cormano, Cinisello Balsamo, Sesto San Giovanni e Brugherio. Nei pressi del comune di Monza, dove è situata la barriera autostradale di Milano est, si collega con la tangenziale nord di Milano. All'altezza del casello di Agrate Brianza l'A4 si allaccia con la tangenziale est di Milano e poco dopo si collega con la tangenziale est esterna di Milano che lì prende avvio (Agrate) e che consente di raggiungere l’Autostrada BreBeMi. La gestione da parte di Autostrade per l'Italia termina tra il casello di Brescia Ovest e quello di Brescia Centro (quest'ultimo però appartiene per intero alla gestione di Autovie Padane S.p.A. che è concessionaria del tratto Brescia-Piacenza della A21).
Il tratto compreso tra le barriere autostradali di Milano Ghisolfa e Milano est (Monza) viene denominato tratto urbano dell'A4 e i due svincoli intermedi di Cormano e Cinisello Balsamo-Sesto San Giovanni sono liberi, cioè privi di casello.
Il percorso Milano - Brescia, lungo circa 90 km, è completamente pianeggiante e rettilineo, ad eccezione del "curvone" in concomitanza con il casello autostradale di Bergamo. In pratica, il tratto è una specie di triangolo con il casello di Bergamo al vertice superiore.
Nel tratto urbano di Milano, fra l'interconnessione con l'A8 e l'uscita per Cinisello Balsamo dal 12 Dicembre 2024 è stata interamente attivata la quarta corsia dinamica (dove la corsia di emergenza viene impiegata come normale corsia di scorrimento in caso di volumi di traffico elevati, similmente a quanto già accade per il tratto bolognese dell'A14 e la tangenziale di Mestre A57). La tratta Bergamo-Milano invece, è stata ampliata a quattro corsie più corsia d'emergenza, aperte il 22 luglio 2007 in direzione Brescia e il 23 settembre 2007 in direzione Milano. In concomitanza coi lavori di ampliamento il casello di Trezzo sull'Adda è stato ingrandito e spostato di circa due km verso Milano. Il tratto Bergamo-Brescia è a 3 corsie, più corsia di emergenza.
Sul tratto Milano-Brescia è in funzione il sistema di rilevamento della velocità media con dispositivo Tutor.
Dal luglio 2014 esiste un percorso autostradale tra Brescia e Milano più meridionale rispetto a quello dell'A4, non passante per Bergamo: la A35 BreBeMi. Da novembre 2017, nel versante bresciano, le due autostrade sono connesse direttamente (barriera di Castegnato situata qualche chilometro prima di Brescia ovest).

### Brescia-Venezia

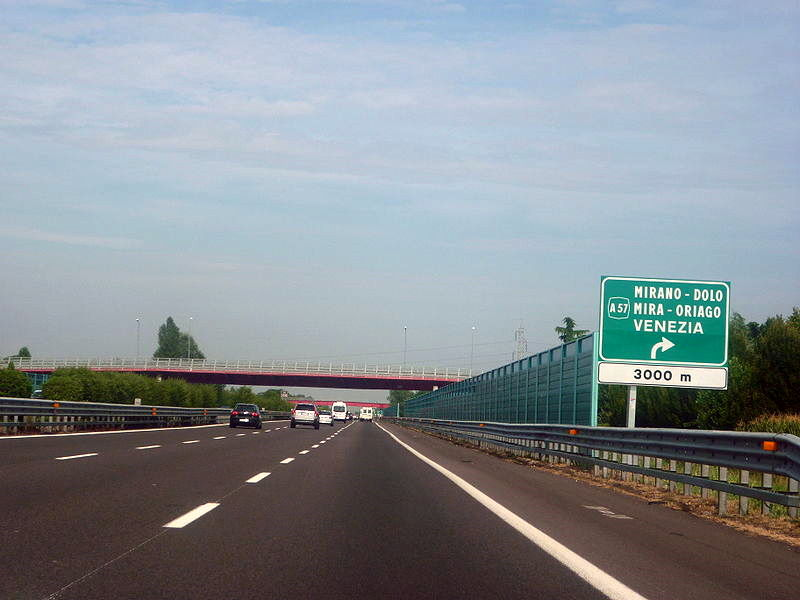
Il tratto autostradale dell'A4 Brescia-Venezia in direzione Venezia, a 3 km dal bivio per l'A57-Tangenziale di Mestre

Passata l'interconnessione con la A35 alla barriera di Castegnato (che qui ha inizio) e il successivo casello di Brescia ovest, alla progressiva chilometrica 217,600 (tra Brescia ovest e Brescia centro) cambia la società di gestione autostradale, passando da Autostrade per l'Italia ad Autostrada Brescia Verona Vicenza Padova.
In corrispondenza dello svincolo di Brescia centro s'innesta l'autostrada A21, anch'essa originata a Torino, ma con un percorso più meridionale rispetto alla A4 attraverso Asti, Alessandria, Voghera, Piacenza e Cremona. Il primo casello che rientra nella gestione della nuova società concessionaria è Brescia est, che si trova al km 227, dopo l’area di servizio “San Giacomo”.
Questo tratto di circa 170 km si sviluppa parzialmente in territorio lombardo e per la maggior parte in Veneto con la presenza, nei primi chilometri tra Brescia est e Sommacampagna, di alcuni saliscendi in presenza dell'attraversamento dell'anfiteatro morenico del Lago di Garda.
Nelle vicinanze di Verona si interseca l'autostrada A22 (Brennero-Modena) mentre nel tratto successivo, arrivando a Vicenza, si incontra anche l'unico tratto con la presenza di gallerie (2) di tutto il percorso (all'altezza dei Colli Berici, tra i caselli di Vicenza Ovest ed Est). Sempre nei pressi di Vicenza si incontra lo svincolo per l'autostrada A31 verso Piovene Rocchette e Rovigo.
Dal 25 giugno 2024, con l'inaugurazione del nuovo casello di Montecchio Maggiore, A4 e Pedemontana Veneta sono connesse direttamente. Tramite la SPV si sono aggiunte altre interconnessioni con la A27 e la A31 nonché (ramo superiore dell'anello) con la A4 stessa nel punto d'intersezione tra A27 e Passante di Mestre.
A Padova c'è l'innesto dell'autostrada A13 (Padova-Bologna) e un nuovo cambiamento nella gestione, che passa a Concessioni Autostradali Venete al km 363,724.

### Passante di Mestre

Il tracciato del Passante di Mestre (in blu) e il sistema autostradale di Venezia-Mestre

Il cosiddetto passante di Mestre è il tratto autostradale dell'A4, lungo 32,3 km, che permette di evitare l'attraversamento dell'ex tratto urbano dell'A4, ora ridenominato A57 - tangenziale di Mestre.
Aperto l'8 febbraio 2009, è gestito da CAV S.p.A. (50% ANAS, 50% Regione Veneto).
Lungo il percorso vi sono gli svincoli di Preganziol (aperto il 18 febbraio 2009), quello di Spinea (entrato in funzione il 15 luglio 2009) e quello di Martellago-Scorzè (aperto il 1º aprile 2015); vi sono inoltre le due interconnessioni con l'A57-tangenziale di Mestre (alle estremità est e ovest) e l'interconnessione (aperta il 24 maggio 2009) con l'autostrada A27.
L'apertura del passante ha comportato l'arretramento verso Venezia della precedente barriera di Venezia Est e dello svincolo di Quarto d'Altino (questi ultimi ora si trovano nell'A57), così come l'arretramento, sempre verso Venezia, della barriera di Venezia Nord della A27; questo per consentire il transito diretto, senza barriere, senza soluzione di continuità, sul tratto autostradale tra Milano e Trieste, nonché tra la A4 e la A27.

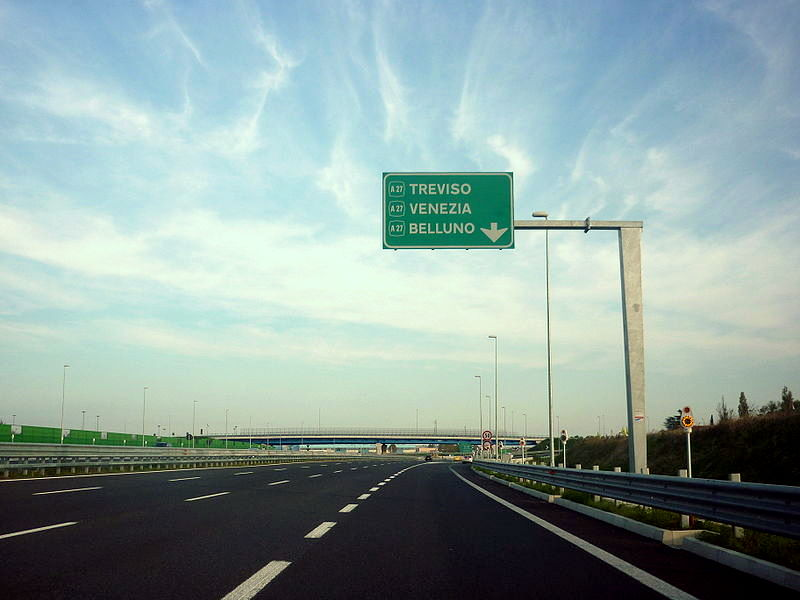
Il Passante di Mestre in direzione Trieste nei pressi dell'interconnessione con l'A27

Con l'apertura del passante è stata decongestionata l'attuale tangenziale di Mestre, tratto ora affiancato dal passante, e nella stessa A57 sono diminuiti gli incidenti stradali.

### Venezia-Trieste

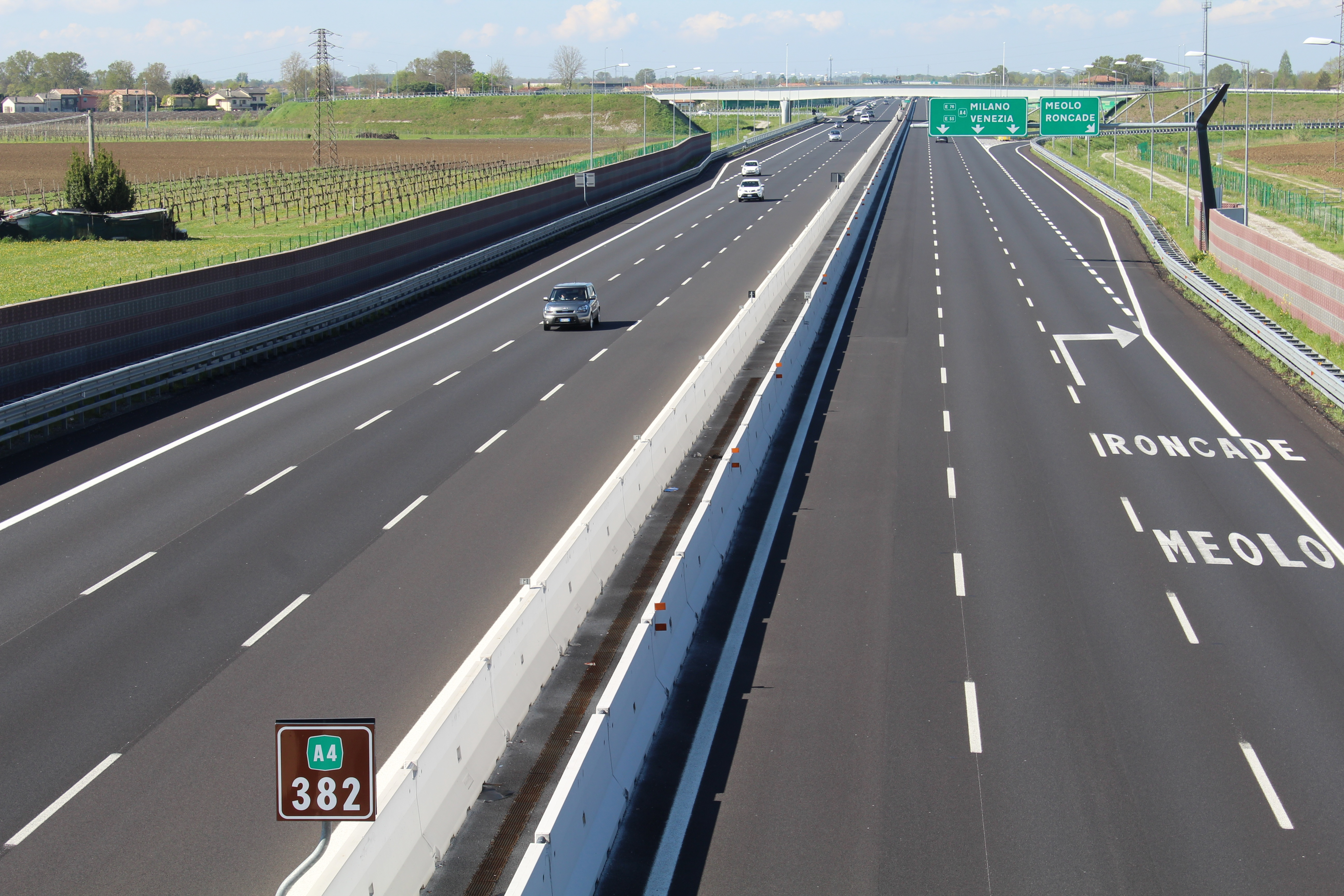
L'A4 all'uscita di Meolo

Il tratto, di lunghezza complessiva di circa 120 km, è interamente gestito da Società Autostrade Alto Adriatico e presenta per la quasi totalità del percorso solo due corsie oltre alla corsia d'emergenza. Il tratto è per sessanta chilometri in territorio veneto, la cui ultima uscita di Portogruaro coincide con la parte iniziale della autostrada A28, sino ad entrare in Friuli-Venezia Giulia in provincia di Udine.

A partire da inizio anni Duemila, in seguito alla notevole crescita economica dei paesi dell'Europa orientale, l'autostrada ha registrato il più rapido aumento di traffico di mezzi pesanti rispetto a tutti gli altri valichi autostradali italiani. A questo si è sommato l'aumento del traffico estivo in direzione delle coste slovene e croate. L'inadeguatezza dell'autostrada a far fronte al progressivo aumento di traffico fu evidente in seguito a numerosi gravi incidenti. Nel 2005 il CIPE approva il progetto di ampliamento a tre corsie per un tratto totale di 95 km dal Passante di Mestre alla diramazione dell'autostrada A34 a Villesse. Il 5 settembre 2008 il Presidente della regione autonoma Friuli-Venezia Giulia Renzo Tondo viene nominato Commissario delegato per l'emergenza in A4, carica che viene poi assunta dal successore Debora Serracchiani. Il 17 novembre 2014 viene inaugurato il primo lotto di 18 km da Quarto d'Altino a San Donà di Piave. A Ottobre 2024 sono stati completati i lavori di allargamento fra Portogruaro e Palmanova, rendendo l'autostrada ora interamente percorribile a tre corsie e sono di conseguenza iniziati i lavori propedeutici al completamento dei lavori sul tratto tra San Donà di Piave e Portogruaro che in una prima fase prevederanno il solo adeguamento di tutti i cavalcavia mediante abbattimento e ricostruzione. L'aggiudicazione della gara d'appalto per questo tratto è prevista nel 2025 con inizio lavori nel 2026, i quali dovrebbero procedere in maniera più celere rispetto ai precedenti tratti essendo, per quella data, già stati rifatti e adeguati tutti i cavalcavia della tratta, con previsione di conclusione entro il 2029. La progettazione e i conseguenti lavori tra Palmanova e Villesse non sono ancora iniziati. 

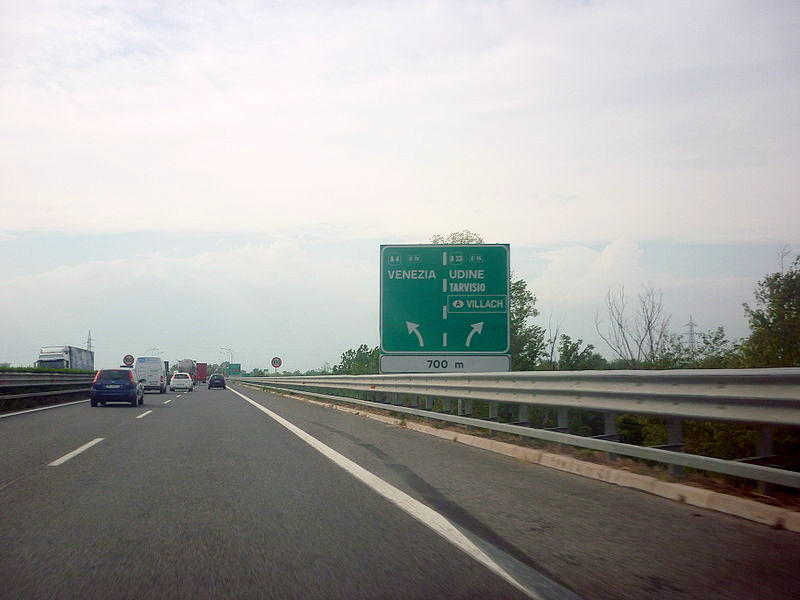
Il bivio per l'A23 in direzione Venezia prima dei lavori di ammodernamento

 Nelle vicinanze di Palmanova dalla A4 si dirama l'autostrada A23 diretta in Austria attraverso il confine di Tarvisio; da qui è possibile raggiungere Udine.
Nell'ultimo tratto si incontrano le uscite di Villesse (destinata a chi vuole uscire dall'Italia verso la Slovenia attraverso la frontiera di Gorizia utilizzando la nuova autostrada A34), di Ronchi dei Legionari (per l'aeroporto di Trieste e del Friuli-Venezia Giulia e il sacrario militare di Redipuglia) e il casello terminale di Trieste-Lisert. L'autostrada, non a pedaggio, prosegue con le uscite di Duino (solo da e per Venezia) e Sistiana, con connessione con la SR 14 e il raccordo autostradale 13, quest'ultimo naturale proseguimento dell'A4 verso Trieste e la Slovenia. Nel tratto compreso tra Venezia est e Redipuglia sono stati installati alcuni dispositivi safety tutor per il controllo della velocità media.

### Strade europee
La A4 nei suoi vari tratti fa parte di diverse strade europee:
- per il tratto Torino - Brescia coincide nella totalità al percorso dell'E64;
- per il tratto Brescia - Trieste fa parte invece dell'E70 che unisce La Coruña in Spagna con Trebisonda in Turchia;
- per il tratto dall'Interconnessione Est con l'A57-tangenziale di Mestre sino all'Interconnessione con l'autostrada A23, l'autostrada A4 fa anche parte della dorsale nord-sud dell'E55, che unisce Helsingborg in Svezia a Kalamáta in Grecia.

## Tabella percorso
| TORINO - TRIESTE Serenissima | |       |       |                |
| Tipo                         | Indicazione | km    | Area  | Strada europea |
|                              | Torino corso Giulio Cesare                                                                                                | 0     | TO    |                |
|                              | tangenziale di Torino Torino Abbadia di Stura Torino-Caselle Torino - Aosta - Traforo del Monte Bianco                    | 1,8   | TO    |                |
|                              | Area di servizio "Settimo Torinese" ( area di servizio dismessa)                                                          | 2,6   | TO    |                |
|                              | Settimo Torinese ovest | 2,9   | TO    |                |
|                              | Area di servizio "Settimo Torinese sud"                                                                                   | 3,6   | TO    |                |
|                              | Settimo Torinese | 4,7   | TO    |                |
|                              | Area di servizio "Settimo Torinese nord" ( in costruzione)                                                                |       | TO    |                |
|                              | Volpiano sud - Brandizzo ovest                                                                                            | 9,6   | TO    |                |
|                              | Brandizzo est | 11,7  | TO    |                |
|                              | Chivasso ovest | 13,5  | TO    |                |
|                              | Chivasso centro | 17,2  | TO    |                |
|                              | Chivasso est Raccordo Chivasso est                                                                                        | 20,6  | TO    |                |
|                              | Rondissone | 24,0  | TO    |                |
|                              | Barriera Torino Rondissone                                                                                                | 24,3  | TO    |                |
|                              | Area di servizio "San Rocco"                                                                                              | 24,4  | TO    |                |
|                              | Area di servizio "Cigliano"                                                                                               | 31,9  | VC    |                |
|                              | Borgo d'Ale | 36,8  | VC    |                |
|                              | Diramazione Ivrea - Santhià Diramazione Stroppiana - Santhià                                                              | 43,8  | VC    |                |
|                              | Santhià Biella | 45,2  | VC    |                |
|                              | Carisio Biella | 54,4  | VC    |                |
|                              | Balocco | 60,0  | VC    |                |
|                              | Area di servizio "Villarboit"                                                                                             | 64,2  | VC    |                |
|                              | Greggio | 67,5  | VC    |                |
|                              | Genova - Gravellona Toce                                                                                                  | 72,4  | NO    |                |
|                              | Biandrate - Vicolungo | 73,6  | NO    |                |
|                              | Novara ovest | 82,9  | NO    |                |
|                              | Area di servizio bidirezionale "Novara"                                                                                   | 88,7  | NO    |                |
|                              | Novara est | 90,5  | NO    |                |
|                              | Marcallo - Mesero Superstrada Malpensa 2000 Milano-Malpensa                                                               | 105,4 | MI    |                |
|                              | Arluno | 110,5 | MI    |                |
|                              | Rho | 118,4 | MI    |                |
|                              | Area di servizio unidirezionale "Rho Sud"                                                                                 | 119,0 | MI    |                |
|                              | Barriera Milano Ghisolfa                                                                                                  | 120,9 | MI    |                |
|                              | Tangenziale ovest di Milano                                                                                               | 121,0 | MI    |                |
|                              | Area di servizio unidirezionale "Pero Nord"                                                                               | 122,7 | MI    |                |
|                              | Pero Fiera di Milano - Rho Fieramilano Tangenziale nord di Milano                                                         | 123,0 | MI    |                |
|                              | Milano - Varese Milano viale Certosa Fieramilanocity                                                                      | 125,5 | MI    |                |
|                              | Area di servizio unidirezionale "Novate Nord"                                                                             | 126,5 | MI    |                |
|                              | Cormano Superstrada Milano-Meda-Cermenate                                                                                 | 129,5 | MI    |                |
|                              | Area di servizio bidirezionale "Lambro"                                                                                   | 133,5 | MI    |                |
|                              | Cinisello Balsamo-Sesto San Giovanni Superstrada Milano-Monza-Lecco Milano viale Zara                                     | 136,5 | MI    |                |
|                              | Barriera Milano est | 138,0 | MB    |                |
|                              | Tangenziale nord di Milano Monza                                                                                          | 138,1 | MB    |                |
|                              | Tangenziale est di Milano Milano-Linate                                                                                   | 144,5 | MB    |                |
|                              | Agrate - Monza | 145,5 | MB    |                |
|                              | Tangenziale est esterna di Milano Milano-Linate                                                                           | 146,3 | MB    |                |
|                              | Area di servizio "Brianza"                                                                                                | 146,4 | MB    |                |
|                              | Cavenago - Cambiago | 149,7 | MB    |                |
|                              | Trezzo sull'Adda | 156,8 | MI    |                |
|                              | Capriate | 160,3 | BG    |                |
|                              | Area di servizio bidirezionale "Brembo"                                                                                   | 165,7 | BG    |                |
|                              | Dalmine | 167,4 | BG    |                |
|                              | Bergamo Bergamo-Orio al Serio                                                                                             | 172,1 | BG    |                |
|                              | Seriate | 178,7 | BG    |                |
|                              | Grumello - Telgate | 187,3 | BG    |                |
|                              | Ponte Oglio | 190,6 | BG    |                |
|                              | Palazzolo | 192,8 | BS    |                |
|                              | Area di servizio bidirezionale "Sebino"                                                                                   | 197,5 | BS    |                |
|                              | Rovato | 201,0 | BS    |                |
|                              | Ospitaletto | 206,0 | BS    |                |
|                              | BreBeMi Milano-Linate | 210,0 | BS    |                |
|                              | Area di servizio "Val Trompia"                                                                                            | 213,7 | BS    |                |
|                              | Brescia ovest Fiera di Brescia                                                                                            | 214,9 | BS    |                |
|                              | Brescia centro Torino - Piacenza - Brescia Brescia sud Poliambulanza                                                      | 222,3 | BS    |                |
|                              | Area di servizio "San Giacomo"                                                                                            | 226,5 | BS    |                |
|                              | Brescia est Raccordo Ospitaletto-Montichiari Brescia-Montichiari                                                          | 227,8 | BS    |                |
|                              | Area di parcheggio "Campagnola"                                                                                           | 232,2 | BS    |                |
|                              | Desenzano | 243,9 | BS    |                |
|                              | Area di servizio "Monte Alto"                                                                                             | 244,6 | BS    |                |
|                              | Sirmione | 251,3 | BS    |                |
|                              | Area di parcheggio "Frassino"                                                                                             | 256,4 | VR    |                |
|                              | Peschiera | 258,8 | VR    |                |
|                              | Area di parcheggio "Val di Sona"                                                                                          | 268,6 | VR    |                |
|                              | Sommacampagna Verona-Villafranca                                                                                          | 270,4 | VR    |                |
|                              | Area di servizio "Monte Baldo"                                                                                            | 271,7 | VR    |                |
|                              | Modena - Brennero Verona nord Verona-Villafranca                                                                          | 275,3 | VR    |                |
|                              | Verona sud | 279,8 | VR    |                |
|                              | Verona est Transpolesana: Legnago - Rovigo                                                                                | 289,8 | VR    |                |
|                              | Area di servizio bidirezionale "Scaligera"                                                                                | 300,7 | VR    |                |
|                              | Soave - San Bonifacio | 302,4 | VR    |                |
|                              | Area di parcheggio "San Lorenzo"                                                                                          | 303,9 | VR    |                |
|                              | Montebello | 311,4 | VI    |                |
|                              | Pedemontana Veneta Montecchio Maggiore sud - Brendola                                                                     | 318,0 | VI    |                |
|                              | Montecchio ( uscita dismessa in seguito all’apertura della Pedemontana Veneta)                                            | 321,0 | VI    |                |
|                              | Area di servizio "Villa Morosini"                                                                                         | 324,8 | VI    |                |
|                              | Vicenza ovest | 326,6 | VI    |                |
|                              | Vicenza est | 334,2 | VI    |                |
|                              | Rovigo - Piovene Rocchette Vicenza nord                                                                                   | 335,6 | VI    |                |
|                              | Area di servizio "Tesina"                                                                                                 | 336,0 | VI    |                |
|                              | Grisignano | 343,3 | VI    |                |
|                              | Area di servizio bidirezionale "Limenella" ( Chiesa del Viaggiatore all’interno dell'area di servizio)                    | 355,5 | PD    |                |
|                              | Padova ovest | 356,2 | PD    |                |
|                              | Padova est | 363,3 | PD    |                |
|                              | Bologna - Padova Padova zona industriale                                                                                  | 364,5 | PD    |                |
|                              | Area di servizio "Arino"                                                                                                  | 372,5 | VE    |                |
|                              | Venezia tangenziale di Mestre Venezia-Tessera                                                                             | 374,6 | VE    |                |
|                              | Spinea | 380,9 | VE    |                |
|                              | Martellago - Scorzè | 389,4 | VE    |                |
|                              | Preganziol | 400,0 | TV    |                |
|                              | Venezia - Belluno Venezia-Tessera                                                                                         | 402,0 | TV    |                |
|                              | Venezia est tangenziale di Mestre Venezia-Tessera                                                                         | 407,0 | VE    |                |
|                              | Area di parcheggio "Roncade"                                                                                              | 413,6 | TV    |                |
|                              | Meolo - Roncade | 416,0 | VE/TV |                |
|                              | San Donà - Noventa | 424,0 | VE    |                |
|                              | Area di servizio "Calstorta"                                                                                              | 431,0 | TV    |                |
|                              | Cessalto | 432,0 | TV    |                |
|                              | San Stino di Livenza | 439,0 | VE    |                |
|                              | Portogruaro - Pordenone - Conegliano Portogruaro                                                                          | 452,0 | VE    |                |
|                              | Area di servizio "Fratta"                                                                                                 | 456,0 | VE    |                |
|                              | Latisana | 467,0 | UD    |                |
|                              | San Giorgio di Nogaro - Porpetto                                                                                          | 483,0 | UD    |                |
|                              | Area di servizio "Gonars"                                                                                                 | 487,0 | UD    |                |
|                              | Udine - Tarvisio | 490,0 | UD    |                |
|                              | Palmanova | 491,0 | UD    |                |
|                              | Villesse - Gorizia Villesse                                                                                               | 501,0 | GO    |                |
|                              | Redipuglia - Monfalcone ovest di Ronchi dei Legionari Trieste-Ronchi dei Legionari                                        | 506,0 | GO    |                |
|                              | Barriera Trieste - Lisert                                                                                                 | 515,0 | GO    |                |
|                              | Monfalcone est | 515,0 | GO    |                |
|                              | Area di servizio "Duino"                                                                                                  | 519,0 | TS    |                |
|                              | Duino / Devin | 520,0 | TS    |                |
|                              | Sistiana / Sesljan Trieste / Trst                                                                                         | 523,0 | TS    |                |
|                              | Sistiana - Padriciano / Sesljan - Padriče Opicina - Fernetti / Opčine - Fernetiči Confine di Stato - Slovenia / Slovenija | 523,1 | TS    |                |

## Lavori e progetti
- Nel tratto urbano della A4, tra lo svincolo di Sesto San Giovanni e quello di Cormano, sono in corso i lavori per l'inserimento della Quarta Corsia Dinamica; a luglio 2023 è stato completamente aperto il tratto tra gli svincoli di Cormano e di Milano Viale Certosa.[48] I lavori sono stati coordinati dalla società che gestisce il tratto, ovvero Autostrade per l'Italia S.p.A.[49]
- Il tratto compreso tra San Donà di Piave e Trieste è in parte a due corsie per senso di marcia più corsia di emergenza. L'ampliamento a tre corsie del tratto Venezia est-Villesse dell'autostrada A4 è considerato parte integrante del cosiddetto "Corridoio V", che si sviluppa con un'estesa di circa 94,5 km dal Passante di Mestre ad ovest, con il quale si collega, fino a Villesse. La società autostradale Autovie Venete aveva formalizzato la proposta di costruire la terza corsia nel 1998. Nel settembre 2002, in base alla Legge Obiettivo del 2001, venne firmata un'intesa tra lo Stato e la Regione Friuli-Venezia Giulia. Il progetto preliminare è stato approvato dal CIPE con delibera n. 13/2005 (con fondi disponibili). La delibera del CIPE prevede che i lavori per la terza corsia siano armonizzati con la rete ferroviaria ad alta velocità[50]. L'ANAS ha approvato il progetto definitivo il 13 aprile 2007[51]. Il costo complessivo preventivato ammonta a 2,3 miliardi di euro, più alto rispetto alle prime previsioni a causa dell'andamento dei prezzi delle materie prime, a causa di nuove norme antisismiche e nuove norme per le opere idrauliche, a causa di nuove opere accessorie indicate dal territorio (come cavalcavia, piste ciclabili) e a causa della progettazione compatibile con una futura realizzazione della quarta corsia[52]. La terza corsia sarà realizzata entro il 2021, con la modalità dell'appalto integrato: l'impresa che si aggiudicherà l'appalto, curerà anche la stesura del progetto esecutivo dell'opera. I lavori per il primo lotto (tra Quarto d'Altino e oltre lo svincolo di San Donà-Noventa) sono partiti il 25 ottobre 2011, con una spesa di 448 milioni di euro per 18,55 chilometri[53] e sono stati conclusi nel 2014. In totale i lotti sono 4 e comprendono anche la costruzione dei nuovi caselli di Meolo-Roncade (aperto completamente il 15 ottobre 2014 e dotato di 15 porte (la larghezza totale è ai 100 metri): 9 in uscita, 4 in entrata, 2 porte per i trasporti eccezionali[54]) e di Alvisopoli. È stato poi completato e reso operativo nel giugno 2009 il nuovo casello di Latisana (posizionato 1,5 km più a est rispetto al precedente) con annessa la nuova viabilità della zona completata nel febbraio 2010.[55] Risultano così conclusi i tratti A57 - San Donà di Piave e Latisana - A23; in fase di costruzione il tratto San Donà di Piave - Latisana con il nodo di Palmanova; ed in progetto il tratto tra Palmanova e Villesse (A34).
- È allo studio l'ampliamento della barriera di Trieste Lisert a causa delle sempre più frequenti code dovute all'aumento di traffico, in particolare quello pesante (il transito di mezzi pesanti è aumentato del 40% dal 2005 al 2008), da e verso l'Europa orientale. Attualmente la barriera di Trieste Lisert ha quattro piste in entrata e sette in uscita[8].
- È in fase di progettazione nel tratto autostradale tra Brescia e Padova la quarta corsia, diventata ormai fondamentale, come affermato nel PRT della regione Veneto 2020/2030[56], dato l'elevato flusso di traffico specialmente di autoarticolati, soprattutto in transito presso Verona che con l'Autobrennero A22 rappresenta uno dei crocevia infrastrutturali più importanti d'Europa[57]. La sua costruzione sarà dell'attuale gestore Autostrada Brescia Verona Vicenza Padova, tuttavia il prezzo da pagare dovrà essere l'accantonamento del progetto della Valdastico Nord (A31) che anch'essa gioverebbe nel dirottare il traffico diretto al Brennero dal nodo di Verona.[58]

## Raccordo Est di Chivasso
Nei primi anni novanta del XX secolo e nell'ambito della riqualificazione dell'autostrada Torino-Milano, tra le opere connesse la concessionaria SATAP ricevette l'appalto per il potenziamento dell'ex SP91 che convogliava verso l'autostrada il traffico dei paesi della cintura orientale di Chivasso. Essa integrò l'arteria al suo sistema autostradale, considerandola un prolungamento dell'uscita di Chivasso est.
Il raccordo è lungo cinque chilometri, è dotato di un'unica uscita intermedia, e sui pannelli integrativi che identificano i cavalcavia viene indicata come A4, autostrada da cui dipende.
| RACCORDO EST DI CHIVASSO |                                       |      |      |           |
| Tipo                     | Indicazione                           | ↓km↓ | ↑km↑ | Provincia |
|                          | Chivasso                              |      |      | TO        |
|                          | Torino - Milano Svincolo Chivasso Est | 0,0  | 5,0  | TO        |
|                          | Rondissone Ovest Padana Superiore     | 1,6  | 3,4  | TO        |
|                          | Verolengo del Monferrato              | 5,0  | 0,0  | TO        |

## Bretella di Latisana
In occasione dell'apertura del nuovo casello di Latisana nel 2010 è stata aperta questa breve bretella che collega l’uscita medesima alla SS14. È lunga complessivamente 2,6 km, ma solo dalla chilometrica 0 a 1,5 km è classificata come autostrada. È dotata di un’uscita al km 1,6 km per la SP75.
| BRETELLA DI LATISANA |                   |      |      |           |
| Tipo                 | Indicazione       | ↓km↓ | ↑km↑ | Provincia |
|                      | Svincolo Latisana | 0,0  | 2,6  | UD        |
|                      | Rotonda SP75      | 1,6  | 1,0  | UD        |
|                      |                   | 2,6  | 0,0  | UD        |

## Incidenti
La maggior parte degli incidenti più gravi è avvenuta come conseguenza della scarsa visibilità dovuta alle frequenti e fitte nebbie della Pianura Padana.
Il 23 dicembre 1987 nel tratto compreso tra Bergamo e Brescia persero la vita sei persone.
Il 25 gennaio 1989 un maxi-tamponamento avvenuto nei pressi del casello di Grumello del Monte in condizioni di fitta nebbia causò la morte di otto persone.
Il 9 febbraio 1993 un maxi-tamponamento dovuto alla nebbia tra Santhià e Carisio coinvolse oltre 200 veicoli e provocò nove morti e 97 feriti.
Il 12 febbraio 1996 la scarsa visibilità dovuta a una nebbia molto fitta (venti metri di visibilità) provocò tre incidenti quasi in contemporanea su entrambe le carreggiate nella tratta compresa tra Montebello e Soave, coinvolgendo 300 veicoli; morirono 12 persone e vi furono oltre cento feriti e il tratto autostradale tra Vicenza e Verona venne chiuso al traffico per l'intera giornata.
Il 13 marzo 2003 il tratto Cessalto-Noventa della A4 è stato teatro di uno dei più gravi maxi tamponamenti della storia stradale italiana, con 13 morti e 98 feriti. La causa fu la scarsa visibilità dovuta alla nebbia che causò alcuni ribaltamenti di autovetture e l'innesco di un incendio subito domato da un elicottero dei vigili del fuoco.
L'8 agosto 2008 avvenne la strage di Cessalto: un camion proveniente da Venezia sterzò improvvisamente facendo sbandare e ribaltare un camper in sorpasso, sfondando poi il guardrail e finendo nella carreggiata opposta dove investì 2 autovetture e un altro camion e provocò lo scoppio dei serbatoi che causarono un imponente incendio. Si contarono 7 morti. Nonostante la causa ufficiale dello sbandamento del mezzo pesante sia stata attribuita a un malore dell'autista, non è stato mai chiarito cosa successe all'interno del camion prima dell’incidente. Il caso fu archiviato nel 2013.
Domenica 27 luglio 2025, nel tratto dell'autostrada Torino-Milano, tra i caselli di Novara Est e Marcallo Mesero, un automobilista di 80 anni ha imboccato l'autostrada contromano e innescato un incidente con un'altra auto. Nello schianto, sono morte quattro persone, tutti uomini, mentre un'altra è rimasta gravemente ferita, ed è stata trasportata con l'elisoccorso all'ospedale Niguarda di Milano.